# Distrito electoral federal 5 de Chiapas
El V Distrito Electoral Federal de Chiapas es uno de los 300 distritos electorales en los que se encuentra dividido el territorio de México para la elección de diputados federales y uno de los 13 en los que se divide el estado de Chiapas. Su cabecera es la ciudad de San Cristóbal de las Casas.
Desde 2017, el Distrito V se conforma por 6 municipios: Chamula, San Cristóbal de Las Casas, San Juan Cancuc, San Lucas, Tenejapa y Zinacantán.
Su surgimiento como distrito federal electoral data de 1880 cuando se eligió a José María Vega Limón, secretario particular del presidente Porfirio Díaz entre 1876 y 1880, como diputado propietario para integrar la X Legislatura del Congreso de la Unión.

## Distritaciones anteriores

### Distritación 1977 - 1996
De 1977 a 1996 la conformación del Distrito V de Chiapas era con los municipios de Tapachula, Cacahoatán, Frontera Hidalgo, Metapa, Suchiate, Tuxtla Chico, Tuzuntán y Unión Juárez, siendo su cabecera la ciudad de Tapachula.

### Distritación 1996 - 2005
De 1996 a 2005 su territorio era muy parecido, ubicado en la misma zona pero con una integración municipal diferente, lo formaban los municipios de Chamula, Huixtan, Mitontic, San Cristóbal de las Casas, Tenejapa y Zinacantán que siguen formando parte de él, mas los de Chalchihuitán, Chenalhó, Larráinzar y Pantelhó.

### Distritación 2005 - 2017
El Distrito V se conformaba por los municipios de Amatenango del Valle, Chamula, Huixtan, Mitontic, San Cristóbal de Las Casas, Tenejapa, Teopisca y Zinacantán.
Con la distritación de 2017, el distrito V alteró notablemente su conformación al desincorporar los municipios de Amatenango del Valle. Huixtan, Mitontic, Teopisca e integrar a San Juan Cancuc y San Lucas. 

## Diputados por el distrito
| Diputado                         | Grupo parlamentario | Legislatura   | Periodo     |
| -------------------------------- | ------------------- | ------------- | ----------- |
| José María Vega Limón            |                     | X             | 1880 - 1882 |
| Ramón Pino                       |                     | XI            | 1882 - 1884 |
| Manuel Carrascosa                |                     | XII XIII      | 1884 - 1888 |
| Pedro Acuña                      |                     | XIV XV XVI    | 1888 - 1894 |
| Francisco G. Cosmes              |                     | XVII          | 1894 - 1896 |
| Juan Berriozábal                 |                     | XVIII XIX     | 1896 - 1900 |
| Tomás Macmanus                   |                     | XX            | 1900 - 1902 |
| Ignacio M. Escudero              |                     | XXI XXII      | 1902 - 1906 |
|                                  |                     | XXIII         | 1906 - 1908 |
| Emilio Álvarez                   |                     | XXIV          | 1908 - 1910 |
| Juvencio Robles                  |                     | XXV           | 1910 - 1912 |
| Adolfo E. Grajales               |                     | XXVI          | 1912 - 1914 |
| Cristóbal L. Castillo            |                     | Constituyente | 1916 - 1917 |
| Ricardo Carrascosa               |                     | XXVII         | 1917 - 1918 |
| Raúl Gutiérrez Orantes           |                     | XXVIII        | 1918 - 1920 |
| José Castañon                    |                     | XXIX          | 1920 - 1922 |
| Luis Ramírez Corzo               |                     | XXX           | 1922 - 1924 |
| Manuel Rabasa                    |                     | XXXI          | 1924 - 1926 |
| Jaime A. Solis                   |                     | XXXII         | 1926 - 1928 |
| Carlos M. Jiménez                |                     | XXXIII        | 1928 - 1930 |
|                                  |                     | XXXIV         | 1930 - 1932 |
| Antonio León                     |                     | XXXV          | 1932 - 1934 |
| César A. Lara                    |                     | XXXVI         | 1934 - 1937 |
| Agustín Fuentevilla              |                     | XXXVII        | 1937 - 1940 |
| Jesús M. Ramírez                 |                     | XXXVIII       | 1940 - 1943 |
| Rafael Jiménez Bolán             |                     | XXXIX         | 1943 - 1946 |
| Gonzalo López López              |                     | XL            | 1946 - 1949 |
| Felipe Pagola Reyes              |                     | XLI           | 1949 - 1952 |
| Salvador Durán Pérez             |                     | XLII          | 1952 - 1955 |
| Gamaliel Becerra Ochoa           |                     | XLIII         | 1955 - 1958 |
| Juan López Trinidad              |                     | XLIV          | 1958 - 1961 |
| Gustavo Lescieur López           |                     | XLV           | 1961 - 1964 |
| José León Cruz                   |                     | XLVI          | 1964 - 1967 |
| Vacante                          | Vacante             | XLVII         | 1967 - 1970 |
| José Antonio Melgar Aranda       |                     | XLVIII        | 1970 - 1973 |
| Jaime Coutiño Esquinca           |                     | XLIX          | 1973 - 1976 |
| Gonzalo Esponda Zebadúa          |                     | L             | 1976 - 1979 |
| Jaime Coutiño Esquinca           |                     | LI            | 1979 - 1982 |
| Faustino Roos Mazo               |                     | LII           | 1982 - 1985 |
| Antonio Melgar Aranda            |                     | LIII          | 1985 - 1988 |
| César Ricardo Naumann Escobar    |                     | LIV           | 1988 - 1991 |
| José Antonio Aguilar Bodegas     |                     | LV            | 1991 - 1994 |
| Hildiberto Ochoa Samayoa         |                     | LVI           | 1994 - 1997 |
| Gilberto Velasco Rodríguez       |                     | LVII          | 1997 - 2000 |
| Nicolás Lorenzo Álvarez Martínez |                     | LVIII         | 2000 - 2003 |
| Florencio Collazo Gómez          |                     | LIX           | 2003 - 2006 |
| Jorge Mario Lescieur Talavera    |                     | LX            | 2006 - 2009 |
| Sergio Lobato García             |                     | LXI           | 2009 - 2012 |
| Luis Gómez Gómez                 |                     | LXII          | 2012 - 2015 |
| María Soledad Sandoval Martínez  |                     | LXIII         | 2015 - 2018 |
| Clementina Marta Dekker Gómez    |                     | LXIV          | 2018 - 2021 |
| Yeimi Aguilar Cifuentes          |                     | LXV           | 2021 -      |

## Resultados electorales

### 2009
|  | Partido Acción Nacional                        |  | Janette Ovando Reazola                |
|  | Coalición Primero México (PRI, PVEM)           |  | Sergio Lobato García                  |
|  | Partido de la Revolución Democrática           |  | Asunción Magdalena Trujillo Cifuentes |
|  | Coalición Salvemos a México (PT, Convergencia) |  | José Raúl Mazariegos Vidal            |
|  | Partido Nueva Alianza                          |  | Araceli García Paniagua               |
|  | Partido Socialdemócrata                        |  | Teodoro Aarón Ortega López            |